# José Aparecido Gonçalves de Almeida

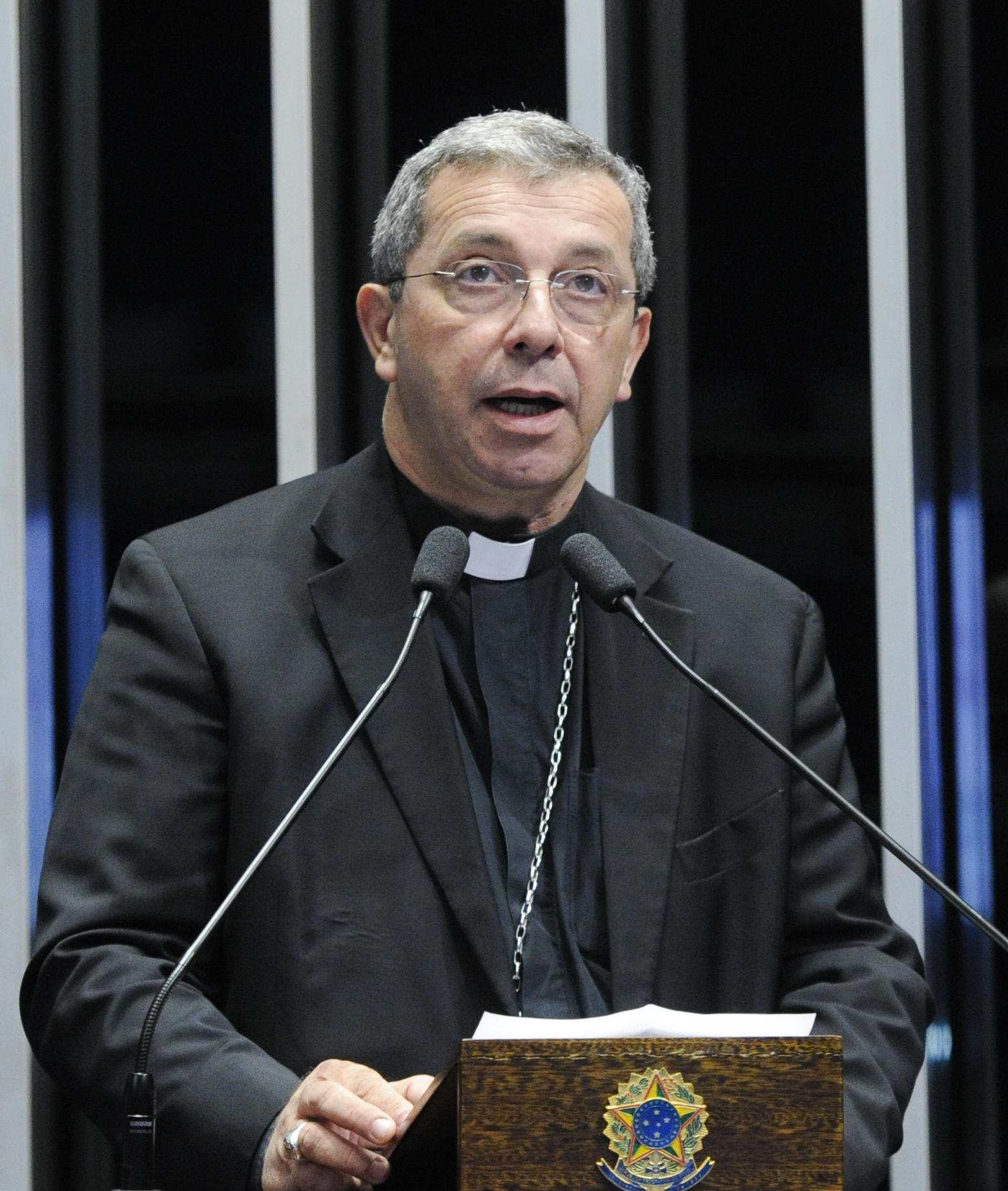
José Aparecido Gonçalves de Almeida, 2018

Wappen von José Aparecido Gonçalves de Almeida als Weihbischof

José Aparecido Gonçalves de Almeida (* 21. Juli 1960 in Ourinhos, Bundesstaat São Paulo) ist ein brasilianischer römisch-katholischer Geistlicher und Bischof von Itumbiara.

## Leben
José Aparecido Gonçalves de Almeida empfing am 21. Dezember 1986 das Sakrament der Priesterweihe für das Erzbistum São Paulo. Nach weiteren Studien an der Päpstlichen Universität Santa Croce in Rom wurde er im Fach Kanonisches Recht promoviert. Mit der Errichtung des Bistums Santo Amaro am 15. März 1989 wurde er in dessen Klerus inkardiniert.
Am 14. Juni 2010 berief ihn Papst Benedikt XVI. zum Untersekretär des Päpstlichen Rates für die Gesetzestexte.
Papst Franziskus ernannte ihn am 8. Mai 2013 zum Titularbischof von Enera und zum Weihbischof in Brasília. Die Bischofsweihe spendete ihm der Erzbischof von Brasília, Sérgio da Rocha, am 13. Juli desselben Jahres; Mitkonsekratoren waren der Bischof von Santo Amaro, Fernando Antônio Figueiredo OFM, und der Sekretär des Päpstlichen Rates für die Gesetzestexte, Kurienbischof Juan Ignacio Arrieta Ochoa de Chinchetru. Von 8. Juni bis 12. Dezember 2020 war Gonçalves de Almeida zudem Diözesanadministrator des vakanten Erzbistums Brasília.
Am 13. Juli 2023 ernannte ihn Papst Franziskus zum Bischof von Itumbiara. Die Amtseinführung fand am 9. September desselben Jahres statt.